# واهاناوانک
واهاناوانک (ارمنی: Վահանավանք; انگلیسی: Vahanavank) یک صومعه حواری ارمنی واقع در نزدیکی کاپان در استان سیونیک، ارمنستان می‌باشد. ساخت و ساز این ساختمان سده‌های ۱۰–۱۱ام میلادی؛ به پایان رسید. این بنا به سبک معماری ارمنی طراحی شده‌است.